# Good Night, and Good Luck.
Good Night, and Good Luck. è un film del 2005 diretto da George Clooney, alla sua seconda regia. Il film ha ricevuto l'Osella d'oro per la sceneggiatura (a Clooney e Grant Heslov) e la Coppa Volpi per la miglior interpretazione maschile (a David Strathairn) al Festival di Venezia.

## Trama
(Edward R. Murrow/David Strathairn - Citazione dal Giulio Cesare di Shakespeare al termine di una puntata di See it now)
Edward R. Murrow, celebre giornalista ed anchorman della CBS (Columbia Broadcasting System), viene a conoscenza di una lista di proscrizione redatta dal senatore del Wisconsin Joseph McCarthy nella quale vengono inseriti i nominativi di tutti coloro che sono sospettati di avere simpatie filo-comuniste. Tali sospetti, spesso inseriti per motivi arbitrari, inventando collegamenti con la "minaccia comunista" o enfatizzando dettagli trascurabili, vengono poi sottoposti a processi sommari dalla furia del senatore stesso, che con l'intento di "salvare" il paese ne mette a repentaglio, in realtà, la libertà.
Murrow, indignato da tale comportamento che calpesta ogni diritto civile, decide di divulgare la notizia e di dedicare parecchie puntate del suo show serale del martedì, See It Now, alla controversa figura del politico ed alle ingiustizie perpetrate ai danni di onesti cittadini statunitensi. Nonostante le intimidazioni e le minacce di morte subite, Edward, a sua volta accusato da McCarthy di avere contatti con l'Unione Sovietica, grazie anche all'apporto dello staff, diretto dall'amico e produttore Fred Friendly, riuscirà a portare avanti la sua campagna di denuncia, e contribuirà a liberare l'America dal fanatismo del maccartismo e la sua moderna "caccia alle streghe".

## Produzione
Girato interamente in bianco e nero e presentato in anteprima alla 62ª Mostra internazionale d'arte cinematografica di Venezia.
Il titolo Good Night, and Good Luck. (ovvero "Buonanotte e buona fortuna") è la frase che il giornalista usava per salutare gli spettatori al termine del suo programma, See It Now.

## Distribuzione
Distribuito dalla oggi defunta Mediafilm, il film, dopo la presentazione veneziana del primo settembre, venne presentato al pubblico italiano in anteprima mondiale il 16 settembre 2005. Negli USA, dopo una distribuzione limitata in poche sale il 7 ottobre, venne distribuito solo a partire dal 4 novembre 2005. Nel resto d'Europa,  eccetto la Danimarca, venne distribuito solamente a partire dal 4 gennaio 2006.

## Riconoscimenti
- 2006 - Premio Oscar
  - Candidatura per il miglior film a Grant Heslov
  - Candidatura per il miglior regista a George Clooney
  - Candidatura per il miglior attore a David Strathairn
  - Candidatura per la miglior sceneggiatura originale a George Clooney e Grant Heslov
  - Candidatura per la miglior fotografia a Robert Elswit
  - Candidatura per la miglior scenografia a James D. Bissell e Jan Pascale

- 2006 - Golden Globe
  - Candidatura per il miglior film drammatico
  - Candidatura per il miglior regista a George Clooney
  - Candidatura per il miglior attore in un film drammatico a David Strathairn
  - Candidatura per la miglior sceneggiatura a George Clooney e Grant Heslov

- 2006 -  BAFTA
  - Candidatura per il miglior film a Grant Heslov
  - Candidatura per il miglior regista a George Clooney
  - Candidatura per il miglior attore protagonista a David Strathairn
  - Candidatura per la miglior sceneggiatura originale a George Clooney e Grant Heslov
  - Candidatura per il miglior attore non protagonista a George Clooney
  - Candidatura per il miglior montaggio a Stephen Mirrione

- 2006 - Screen Actors Guild Award
  - Candidatura per il miglior cast cinematografico
  - Candidatura per il miglior attore protagonista a David Strathairn

- 2006 - David di Donatello
  - Candidatura per il miglior film straniero a George Clooney

- 2006 - Nastro d'argento
  - Candidatura per il regista del miglior film straniero a George Clooney

- 2005 - Mostra del cinema di Venezia
  - Miglior sceneggiatura a George Clooney e Grant Heslov
  - Miglior interpretazione maschile a David Strathairn
  - Premio Pasinetti a George Clooney
  - Menzione speciale a George Clooney
  - Candidatura per il Leone d'Oro a George Clooney

- 2005 - National Board of Review Awards
  - Miglior film

- 2006 - Critics' Choice Awards
  - Freedom Award a George Clooney
  - Candidatura per il miglior film
  - Candidatura per il miglior cast corale
  - Candidatura per il miglior regista a George Clooney
  - Candidatura per il miglior attore a David Strathairn
  - Candidatura per la miglior sceneggiatore a George Clooney e Grant Heslov

- 2006 - Chicago Film Critics Association Awards
  - Candidatura per il miglior film
  - Candidatura per il miglior regista a George Clooney
  - Candidatura per il miglior attore a David Strathairn
  - Candidatura per la miglior sceneggiatura originale a George Clooney e Grant Heslov
  - Candidatura per la miglior fotografia a Robert Elswit

- 2006 - Independent Spirit Awards
  - Miglior fotografia a Robert Elswit
  - Candidatura per il miglior film a Grant Heslov
  - Candidatura per il miglior regista a George Clooney
  - Candidatura per il miglior attore protagonista a David Strathairn

- 2005 - Satellite Awards
  - Miglior scenografia a James D. Bissell e Jan Pascale
  - Miglior sceneggiatura originale a George Clooney e Grant Heslov
  - Candidatura per il miglior regista a George Clooney
  - Candidatura per il miglior attore in un film drammatico a David Strathairn
  - Candidatura per la miglior fotografia a Robert Elswit
  - Candidatura per il miglior montaggio a Stephen Mirrione

- 2005 - European Film Awards
  - Miglior film internazionale

- 2005 - Los Angeles Film Critics Association Awards
  - Miglior fotografia a Robert Elswit

- 2006 - Grammy Awards
  - Miglior album jazz vocale a Dianne Reeves per la colonna sonora